# Anthony Uribe
Anthony Mario Uribe Francia (La Guaira, Venezuela; 24 de octubre de 1990) es un futbolista venezolano que juega como delantero en el Deportivo la Guaira de la Primera División de Venezuela.

## Biografía

### Caracas Fútbol Club
En la temporada 2010-2011 fue ascendido al primer equipo del Caracas Fútbol Club. El 22 de agosto de 2010 marcó su primer gol, contra Estudiantes de Mérida. El 16 de septiembre de 2010, es su debut en competición internacional, en la Copa Nissan Sudamericana contra el Independiente Santa Fe, en el partido de Ida (primera ronda), jugando como titular los 90 minutos, su equipo cayó 2-1. Debutó en la Copa Santander Libertadores en la Fase Previa contra el Club Atlético Peñarol el 26 de enero de 2012 en el Estadio Centenario de Montevideo el Caracas Fútbol Club cayó 4-0, gracias a errores infantiles cometidos tanto como el portero como por la zaga central.
El 11 de marzo de 2012 ocurrió algo poco común, aquel día el Caracas Fútbol Club le tocaba enfrentar al Estudiantes de Mérida, partido para la jornada 10 del Fútbol Venezolano. Al minuto 93 el meta caraqueño, David González, fue expulsado, ya con los cambios agotados, Ceferino Bencomo decidió poner en la arquería a Uribe, ya que si el penal era marcado el resultado estaría 2-1 y no quería perder peso defensivo. El penal fue convertido a la derecha del guardameta, en la cual apenas se tiró. Por el agregado tuvo que estar bajo los palos 8 minutos más. En la entrevista post-partido declaró: "Me meten a mí de portero porque no pueden meter a otro de línea defensiva y tampoco a los ofensivos como La Pulga y Chiki, porque son los más pequeños pues." ¿Cuándo fue la última vez que has porteado? "No, nunca he porteado" ¿Ni en las caimaneras? "Nada (risas)". En su última temporada con el Caracas, en 16 partidos, disputó 668 minutos con 4 goles.

### Atlético Venezuela
El 5 de junio de 2012 el Caracas cede a Uribe al Atlético Venezuela para que el jugador tenga la continuidad necesaria para evolucionar futbolísticamente. Sin embargo, este préstamo no fue de mucho peso para el jugador varguense, puesto que disputó poco más en la temporada 2012-2013, con 23 partidos y 817 minutos, anotando tan solo 3 goles.
Uribe quería mantenerse en las filas del equipo nacional, por lo que prolongó su cesión. Para esta temporada sería partícipe en 25 partidos, 10 entrando de titular, marcando 4 goles; entre estos su primer doblete en liga, cometido el 26 de septiembre de 2013 contra Yaracuyanos Fútbol Club.
Para la temporada 2014-2015, Uribe se mantiene en el conjunto nacional, donde finalmente alcanza con regularidad la titularidad. Se mantiene con un registro de 6 goles, en los cuales destaca una chilena ante el Deportivo La Guaira.

## Deportivo Táchira
Es contratado el 3 de mayo de 2021 y anunciado en redes sociales (Twitter del Deportivo Táchira). El 11 de diciembre de 2021 se consagra campeón de la Primera División Venezolana.

## Clubes
| Club                | País      | Año             |
| ------------------- | --------- | --------------- |
| Caracas B           | Venezuela | 2008 - 2009     |
| Caracas             | Venezuela | 2010 - 2012     |
| Atlético Venezuela  | Venezuela | 2012 - 2016     |
| Zamora              | Venezuela | 2017 - 2018     |
| Belgrano            | Argentina | 2019            |
| Águilas Doradas     | Colombia  | 2019-2021       |
| Deportivo Táchira   | Venezuela | 2021 - 2024     |
| Deportivo la Guaira | Venezuela | 2025 - Presente |

## Palmarés

### Campeonatos nacionales
| Título                 | Club                | País      | Año  |
| ---------------------- | ------------------- | --------- | ---- |
| Primera división       | Caracas             | Venezuela | 2010 |
| Torneo Apertura        | Zamora              | Venezuela | 2018 |
| Primera División       | Zamora              | Venezuela | 2018 |
| Primera División       | Deportivo Táchira   | Venezuela | 2021 |
| Primera División       | Deportivo Táchira   | Venezuela | 2023 |
| Torneo Clausura        | Deportivo Táchira   | Venezuela | 2024 |
| Primera División       | Deportivo Táchira   | Venezuela | 2024 |
| Supercopa de Venezuela | Deportivo La Guaira | Venezuela | 2025 |